# Dillwyn
Dillwyn – miasto w Stanach Zjednoczonych, w stanie Wirginia, w hrabstwie Buckingham. Ośrodek przemysłu obuwniczego.